# Zone de conservation du paysage Eldøya-Sletter
La zone de conservation du paysage de  Eldøya-Sletter est une réserve naturelle norvégienne qui est située dans le municipalité de Moss, dans le comté d'Østfold.

## Description
La réserve naturelle de 3,93 km2 est située dans la partie sud-ouest de l'île de Jeløya.
la zone de conservation du paysage, créée en 1997, se composent de cinq îles et d'une péninsule. Elle a été créée pour préserver le paysage naturel et culturel de la région, où la géologie et la botanique du Quaternaire. Elle dispose aussi d'une protection de la flore.
- Île de Kollen, la plus au nord, qui est en grande partie couverte de forêts et de broussailles
- Île d'Eldøya, qui se compose d'une mosaïque de forêts, de broussailles et de prairies ouvertes, ainsi d'un étang. À la pointe nord-est de l'île, il y a une plage de sable accessible en bateau.
- Les trois îles de Sletter, sont dépourvues de forêts, et la végétation se compose presque exclusivement de prairies.
- La péninsule Danmark forme la pointe la plus externe du Larkollneset. Elle est majoritairement couverte de forêt. Lorsque le niveau de l'eau est élevé, la presqu'île se transforme temporairement en île.

De nombreuses plantes rares poussent dans la région, y compris l'Œnanthe aquatique, que l'on ne trouve nulle part ailleurs dans le pays. Il y a aussi une riche avifaune dans la région. Certaines parties d'Eldøya, Store Sletter et Søndre Sletter sont des réserves d'oiseaux de mer avec une interdiction de circulation pendant la saison de reproduction.